# آلی آدلر
آلیسون بِث آدلر (زادهٔ ۳۰ مه ۱۹۶۷) تهیه‌کننده و نویسندهٔ تلویزیونی کانادایی-آمریکایی است. او هم‌آفرین برنامه‌هایی چون سوپرگرل و بهنجار نو بوده و همچنین به خاطر کارهایش در ساخت چاک و مرد خانواده شناخته می‌شود.

## سرآغاز زندگی
آدلر در یک خانوادهٔ یهودی در شهر مونترآل استان کبک کانادا چشم به جهان گشود. پدربزرگ و پدرش بازماندگان هولوکاست از رومانی بودند. آنها بعداً شهروند آمریکا شدند.

## پیشه و حرفه
آدلر کار خود را در یک سریال تلویزیونی به نام «گنجهٔ ورونیکا» در سال ۱۹۹۷ آغاز کرد. از سال ۲۰۰۱ تا ۲۰۰۲، آدلر ۱۳ قسمت از سریال مرد خانواده و ۱۶ قسمت از مجموعهٔ فقط به من شلیک کن را تهیه کرد؛ او برای ۹ قسمت از سریال هنوز وایسادیم ناظر بر تهیه کنندگی بود. او در نمایش‌های مختلف از جمله "زندگی همانطوری که می‌دانیم"، "زنان در یک سن خاص" و "دلایل امیلی چرا نه"، مدیر اجرایی تولید بود.
آدلر از سال ۲۰۰۷ تا ۲۰۱۰، مدیر اجرایی گروه تولید مجموعهٔ چاک بود. آدلر پس از آن در ماه مه سال ۲۰۱۰ به گروه تولید زنجیرهٔ خانواده غیرمعمولی شبکه ای بی سی پیوست. در آغاز فصل سوم مجموعهٔ گلی عضو دستهٔ نویسندگان این برنامه شد. او و سازندهٔ مجموعهٔ گِلی رایان مورفی سریال بهنجار نو (دِ نیو نرمال) را ایجاد کردند و تا پایان این برنامه در سال ۲۰۱۳ به همکاری خود ادامه دادند.
در سال ۲۰۱۵، آدلر با همکاری گرگ برلانتی و اندرو کرایزبرگ مجموعهٔ سوپرگرل را تولید کردند.

## زندگی شخصی
از سال ۲۰۰۱ تا ۲۰۱۱، آدلر با هنرپیشهٔ سینما سارا گیلبرت در ارتباط بود.
در سال ۲۰۱۳، آدلر با تهیه‌کننده و نویسنده لیز برایکسیوس آغاز به دوستی عاطفی کرد. این زوج در نوامبر سال ۲۰۱۴ با هم نامزد کردند. آنها در ماه مه سال ۲۰۱۷ از هم جدا شدند.